# Sibsagar
Sibsagar (o Sibsagor Naga Bhumi) è una suddivisione dell'India, classificata come municipal board, di 54.482 abitanti, capoluogo del distretto di Sibsagar, nello stato federato dell'Assam. In base al numero di abitanti la città rientra nella classe II (da 50.000 a 99.999 persone).

## Geografia fisica
La città è situata a 26° 58' 60 N e 94° 37' 60 E e ha un'altitudine di 94 m s.l.m.

## Società

### Evoluzione demografica
Al censimento del 2001 la popolazione di Sibsagar assommava a 54.482 persone, delle quali 30.320 maschi e 24.162 femmine. I bambini di età inferiore o uguale ai sei anni assommavano a 5.302, dei quali 2.776 maschi e 2.526 femmine. Infine, coloro che erano in grado di saper almeno leggere e scrivere erano 44.397, dei quali 25.246 maschi e 19.151 femmine.